# Xe đạp thể thao

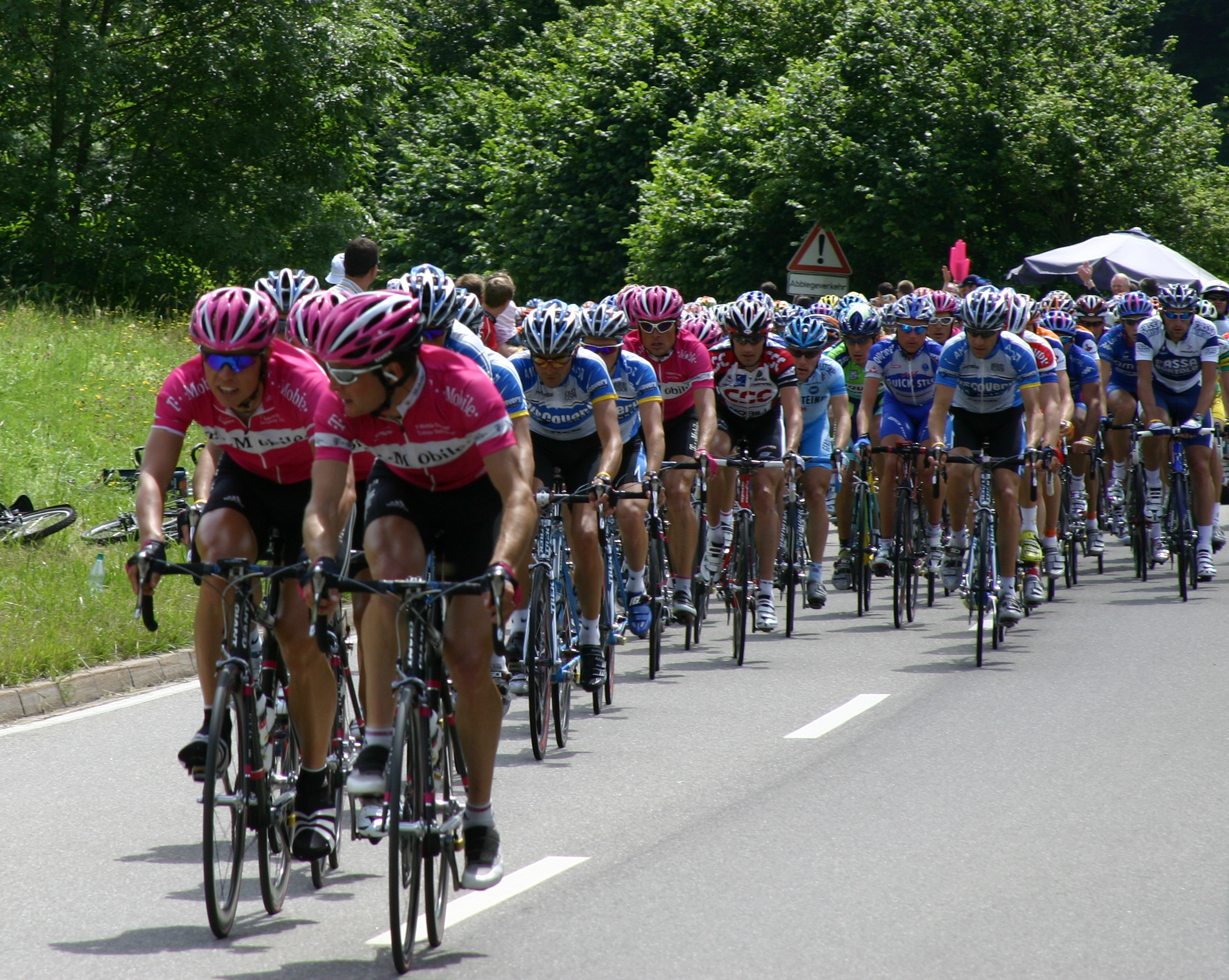
Tốp đua chính tại Tour de France

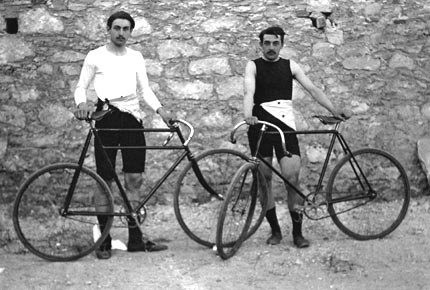
Hai vận động viên xe đạp Pháp

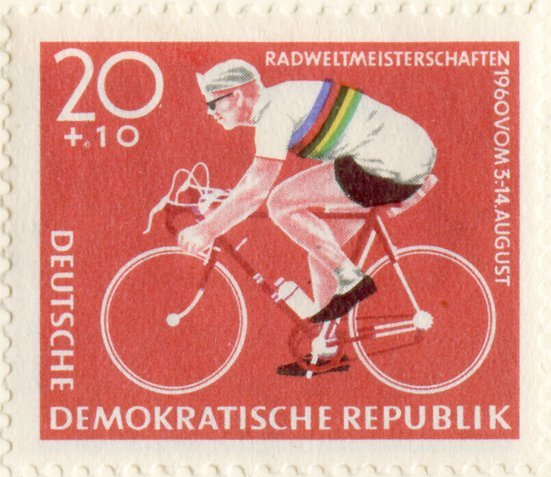
Gustav-Adolf Schur trên một con tem của Cộng hòa Dân chủ Đức

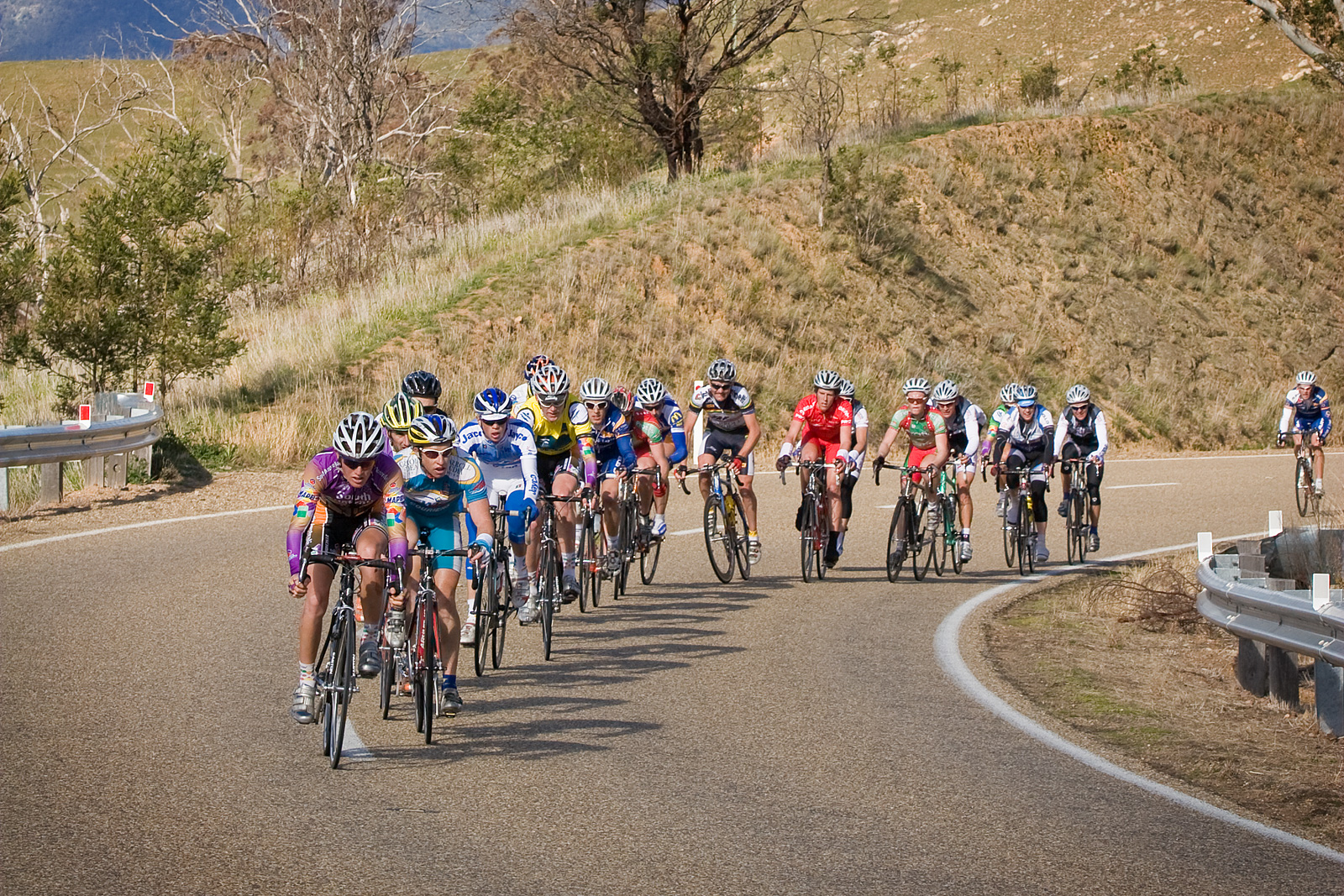
Chặng cuối tour xe đạp Gippsland của Úc khi các tay đua vượt đèo "The Gap" để tới Omeo

Xe đạp thể thao bao gồm các hoạt động thể chất có tính cạnh tranh với phương tiện là xe đạp. Có nhiều hình thức đua xe đạp như xe đạp đường trường, tính giờ, cyclo-cross, xe đạp địa hình, xe đạp lòng chảo, BMX. Các môn xe đạp thể thao không có hình thức đua bao gồm xe đạp nghệ thuật, polo xe đạp, BMX tự do và trial. Liên đoàn Xe đạp Quốc tế (UCI) là cơ quan quản lý các môn xe đạp và các sự kiện quốc tế.
Đua xe đạp được công nhận là một môn thể thao Olympic. Các cuộc đua xe đạp được nhiều người trên thế giới theo dõi, đặc biệt ở châu Âu. Các quốc gia có nền xe đạp mạnh gồm có Bỉ, Đan Mạch, Pháp, Đức, Ý, Hà Lan, Tây Ban Nha và Thụy Sĩ. Các quốc gia khác cũng có chỗ đứng trên đấu trường quốc tế là Luxembourg, Anh Quốc, Hoa Kỳ và Úc.

## Lịch sử
Cuộc đua xe đạp đầu tiên được tổ chức với nhiều người theo dõi và tham gia là cuộc đua 1.200 mét vào ngày 31 tháng 5 năm 1868 tại Parc de Saint-Cloud, Paris. Người vô địch là James Moore của Anh với chiếc xe đạp gỗ có lốp bằng sắt. Chiếc xe này sau đó được trưng bày tại một bảo tàng ở Ely, Cambridgeshire, Anh.
Union Cycliste Internationale được thành lập ngày 14 tháng 4 năm 1900 bởi các nước Bỉ, Hoa Kỳ, Pháp, Ý, và Thụy Sĩ để thay thế cho Hiệp hội xe đạp quốc tế thành lập năm 1892, sau cuộc tranh cãi với Anh Quốc và vì nhiều vấn đề khác.

## Các môn đua

### Đua đường trường
Xe đạp đường trường, cả cá nhân và đồng đội, gồm nhiều hình thức đua khác nhau như đua một ngày, criterium (đua nhiều vòng quanh một lộ trình), tính giờ cá nhân cho tới các giải đấu nhiều chặng như Tour de France và các giải thuộc Grand Tour.
Các cuộc đua thường diễn ra từ mùa xuân tới mùa thu. Nhiều tay đua thuộc Bắc bán cầu vào mùa đông thường chuyển tới các nước như Úc để tập luyện. Các cuộc đua chuyên nghiệp có thể kéo dài ba tuần như các cuộc đua của "Grand Tour" (Tour de France, Giro d'Italia và Vuelta a España), nhiều ngày như Tour de Suisse và Tour of California, một ngày như De Ronde van Vlaanderen và Milan–San Remo. Criterium diễn ra tại các trường đua có quãng đường khoảng dưới một dặm và đôi khi diễn ra trong một khoảng thời gian cố định (60 phút, 90 phút, v.v.). Criterium là hình thức đua phổ biến ở Bắc Mỹ. Ngoài các cuộc đua mà tất cả các tay đua xuất phát cùng lúc, các nội dung tính giờ cá nhân và tính giờ đồng đội cũng được tổ chức làm một phần thi của giải đấu.

### Đua xe đạp lòng chảo
Xe đạp lòng chảo bao gồm các cuộc đua diễn ra trên các làn chạy được đắp cao hoặc nhà thi đấu xe đạp lòng chảo. Các cuộc đua thường khá đa dạng với các nội dung như đuổi bắt cá nhân và đồng đội, nước rút hai người, hay các cuộc đua xuất phát tập thể và theo nhóm. Các vận động viên sử dụng xe đạp đua lòng chảo không có phanh hoặc líp.